# Waal (Fluss)

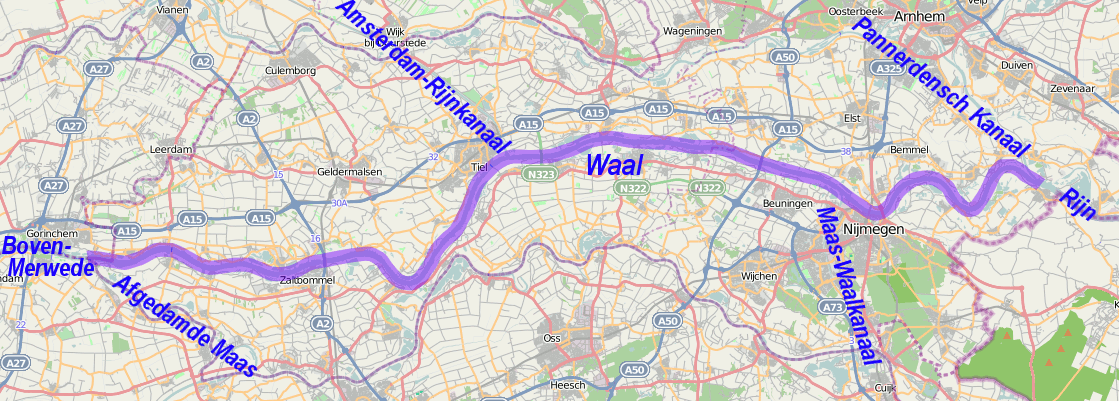
Verlauf der Waal

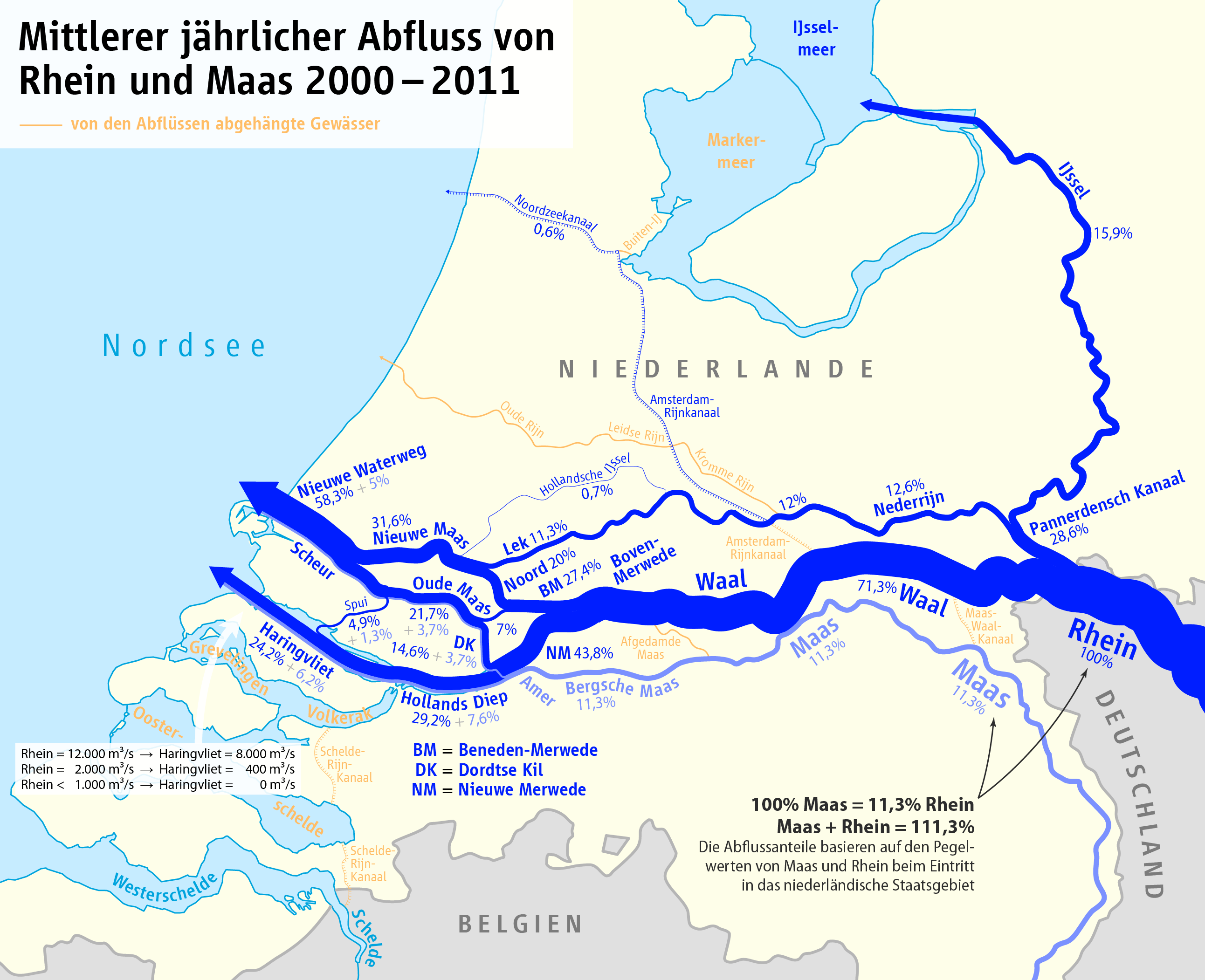
Mündungsarme des Rheins und ihre Bedeutung für den Abfluss des Rheinwassers

Die Waal ist der südliche und breitere der beiden großen Mündungsarme  des Rheins in die Nordsee. Zusammen  mit der Maas bildet sie das in den Niederlanden gelegene Rhein-Maas-Delta.

## Name
Die Waal wird bei den schriftlichen Aufzeichnungen von Julius Caesar als Vacalus bezeichnet. Bei der späteren Quelle von Tacitus heißt er Vahalis. Der Name wird auf einen keltischen Flussnamen *Vokalos zurückgeführt, der sich dann im Germanischen *Wahal- weiterentwickelte. Die Deutung des Namens ist unsicher. Möglicher weise bildet die indogermanische Verbwurzel *uegh- „schweben, fahren“ die Basis.

## Verlauf und Charakteristik
Kurz hinter der deutsch-niederländischen Grenze fließt das Wasser des Rheins – niederländisch hier Boven-Rijn („Oberrhein“) genannt – durch den Bijlands-Kanal und wird bei Millingen auf seine beiden Hauptarme Waal und Nederrijn (am Anfang Pannerdens-Kanal, am Ende Lek) verteilt. Die Waal erhält mehr als zwei Drittel der mittleren Wasserführung des Rheins. Der andere Teil des Volumenstroms  geht in den Nederrijn, der davon etwas mehr als die Hälfte an den nach Norden führenden Rhein-Mündungsarm IJssel abgibt. Am Rhein-Maas-Delta  kommt in der Waal etwa 6,3-mal so viel Wasser wie im Lek an (s. a. nebenstehende Abbildung).
Ab dem ehemaligen Zusammenfluss von Maas und Waal bei Woudrichem ändert sich der Flussname Waal in Boven Merwede („Obere Merwede“). Dieser Flussabschnitt gabelt sich später auf in die Nieuwe Merwede („Neue Merwede“) mit im Mittel 44 % der Wasserführung des Rheins und in die Beneden Merwede („Untere Merwede“) mit im Mittel 27 %. Von Letzterer zweigt die Oude Maas ab, wonach sie unter dem Namen Noord und als  Hauptschifffahrtsweg weiterfließt und zusammen mit dem Lek als Nieuwe Maas Rotterdam passiert. Nachdem die von links kommende Oude Maas wieder aufgenommen ist, ändert sich der Name zu Nieuwe Waterweg, der bei Hoek van Holland die Nordsee erreicht.

## Entstehung und Entwicklung
Die Waal ist erst im Verlauf des letzten Jahrtausends zum wasserreichsten Rheinarm im Rheindelta geworden. Durch Sturmfluten wie die Elisabethenflut 1421, die besonders nördlich der Schelde-Mündung tiefe Meeresbuchten ins Land rissen, rückte für die dorthin abzweigenden Rheinarme die Erosionsbasis landeinwärts vor, was deren Abflussgeschwindigkeit und Erosionskraft erhöhte (siehe hierzu auch: Rhein-Maas-Delta). Diese Westverlagerung der Hauptabflusslinien des Rheins hätte die Waal zum alleinigen Hauptstrom werden lassen, wenn nicht 1771 über den in kleiner Form schon seit 1706 bestehenden Pannerdens-Kanal Wasser von der Waal zum versandenden Nederrijn abgeleitet worden und dabei dessen bis heute bestehender oberer Verlauf entstanden wäre. Zugleich wurde damals der in der Waal verbleibende Anteil von zwei Dritteln der Wasserführung (im Mittel rund 1500 m³/s) festgelegt.
Auch im weiteren Verlauf unterhalb des als Waal bezeichneten Stromabschnitts werden Teile des Abflusses künstlich der nördlicheren Rinne zugeleitet: Bei niedriger Wasserführung des Rheins (<1100 m³/s am Pegel Lobith) werden die Schleusen des Haringvlietdammes geschlossen, und das gesamte Wasser von Maas und Waal erreicht erst in Rotterdam über den Nieuwe Waterweg das Meer.

## Heutige Flusslandschaft

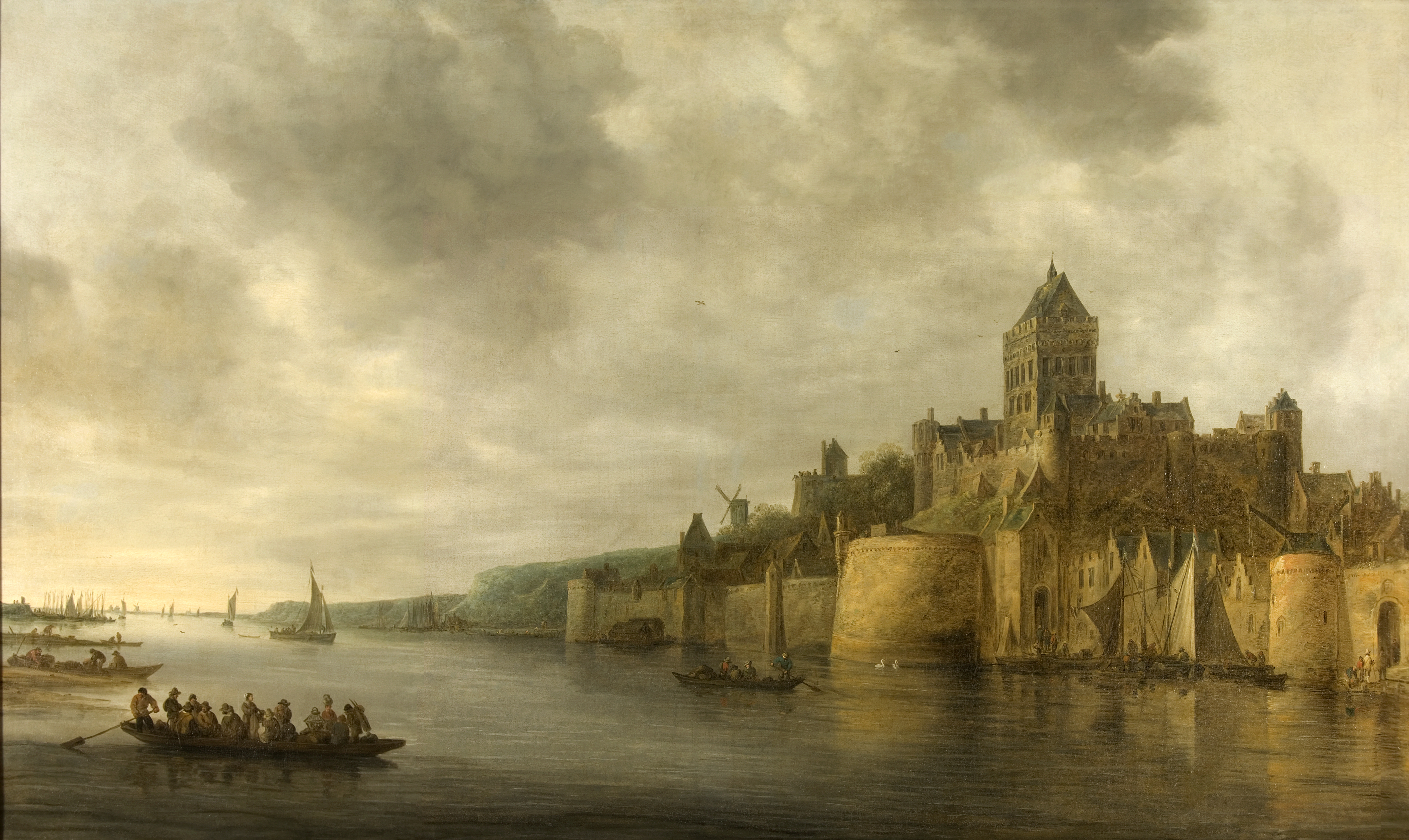
Die Waal mit der Stadt Nijmegen, hinten das morphologisch noch aktive Steilufer, Gemälde von Jan van Goyen, 1641

Die Waal verläuft durch Gebiete mit geringerer Besiedlungsdichte als im Stromgebiet der nördlicher verlaufenden Rheinarme. Die größte Stadt, Nijmegen, liegt am Hochufer, das durch im Süden ansteigende Endmoränenhügel aus der Saaleeiszeit gebildet wird. An der Waalkade finden sich Restaurants und Terrassen, ein Spielkasino und das Fahrradmuseum Velorama. Weitere Städte sind Tiel im Gebiet Betuwe rechts der Waal und Zaltbommel am linken Ufer.
Die Waal queren die folgenden Brücken (flussabwärts von Ost nach West):
- Waalbrücke Nijmegen (N325), gebaut 1931/1936, im Zweiten Weltkrieg ein strategisches Ziel der Operation Market Garden
- Eisenbahnbrücke Nijmegen (Bahnstrecke Arnhem–Nijmegen), gebaut 1879, Neubau 1984
- Straßenbrücke De Oversteek in Nijmegen 2011/2013, Stadsroute S100[2]
- Tacitusbrücke (A50), gebaut 1971/1976, erweitert 2011/2013
- Prinz-Willem-Alexander-Brücke, gebaut 1972/1974
- Dr.-W.-Hupkes-Brücke (Bahnstrecke Utrecht–Boxtel), gebaut 1865–1869 und 1932
- Brücke von Bommel, gebaut 1931/1933, abgerissen 2007/2008
- Martinus-Nijhoff-Brücke (A2), gebaut 1993/1996

## Spiegelwaal

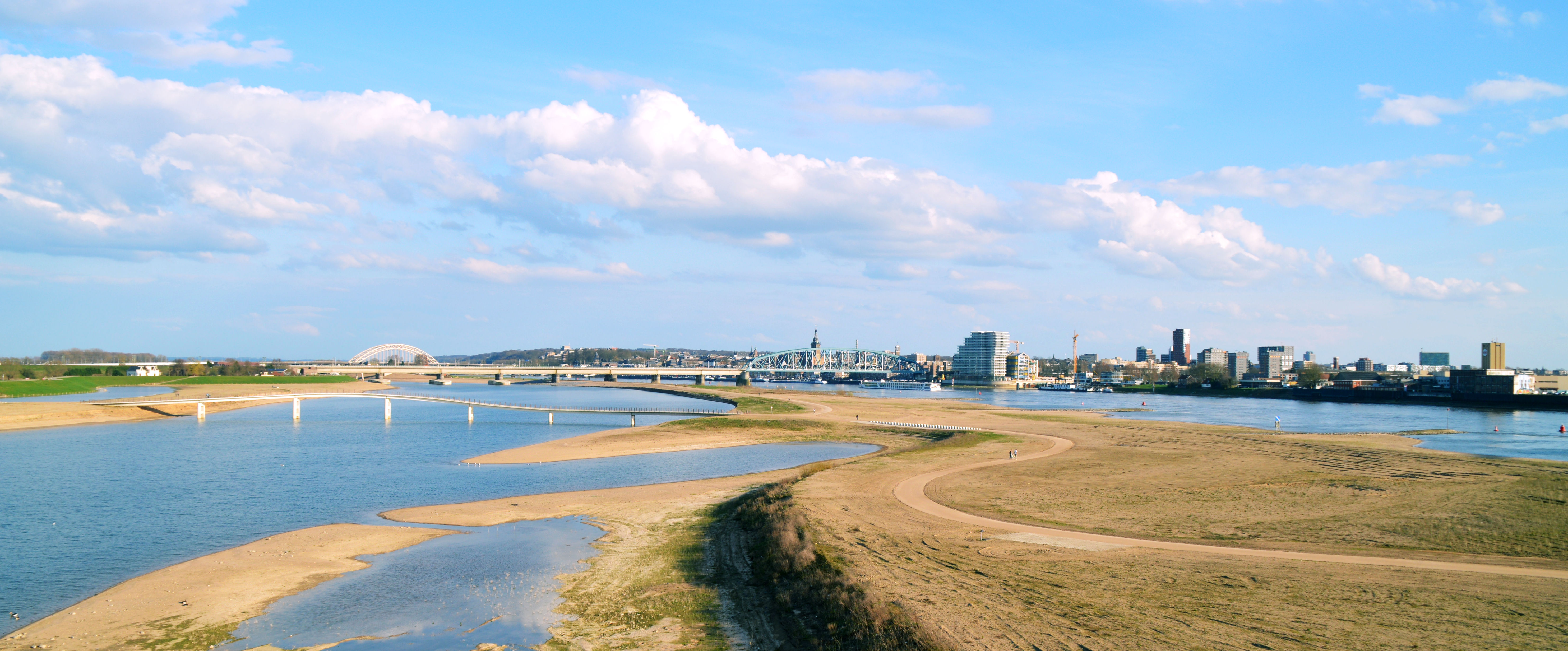
Panorama der Spiegelwaal und der Flussinsel Veur-Lent

Da die Waal in Nijmegen eine starke Kurve macht und sich zudem noch verengt, kam es bei Hochwasser immer zu Überschwemmungen in der Stadt. Deshalb entstand der Plan, der Waal mehr Platz zu geben. Unter dem Motto: Ruimte voor de Waal (Platz für die Waal) wurde der Strom am rechten Ufer von oberhalb der Straßenbrücke bis unterhalb gegenüber der Hafeneinfahrt am linken Ufer erweitert. Dazu wurde das rechte Ufer so zurückgelegt, dass eine Insel entstand. Zwischen dieser und dem neuen Ufer bei Nijmegen-Lent entstand so ein zweiter Flussarm, der allerdings oberhalb der Straßenbrücke abgedammt ist. In diesem Damm sind in verschiedenen Höhen Durchlassöffnungen eingebaut, die bei jedem Wasserstand das Wasser in diesen Stromarm fließen lassen. Um dieses Projekt zu verwirklichen, waren umfangreiche Infrastrukturmaßnahmen notwendig. Die Zufahrten zu der Straßenbrücke und der Eisenbahnbrücke mussten teilweise als Brücken ausgeführt werden, rund 1200 Meter unterhalb der Eisenbahnbrücke, kurz oberhalb des Kraftwerks wurde eine dritte Brücke über die Waal errichtet und zwischen der neugeschaffenen Insel und dem rechten Waalufer wurden zwei weitere Brücken gebaut. Eine zusätzliche Maßnahme zum Hochwasserschutz an der Waal war das Abtragen um einen Meter von 450 Buhnen von Nijmegen bis Gorinchem. Der Name Spiegelwaal wurde aus 944 Vorschlägen ausgewählt. Die Übergabe des gesamten Bauwerks erfolgte am 3. Dezember 2015.

## Bildergalerie

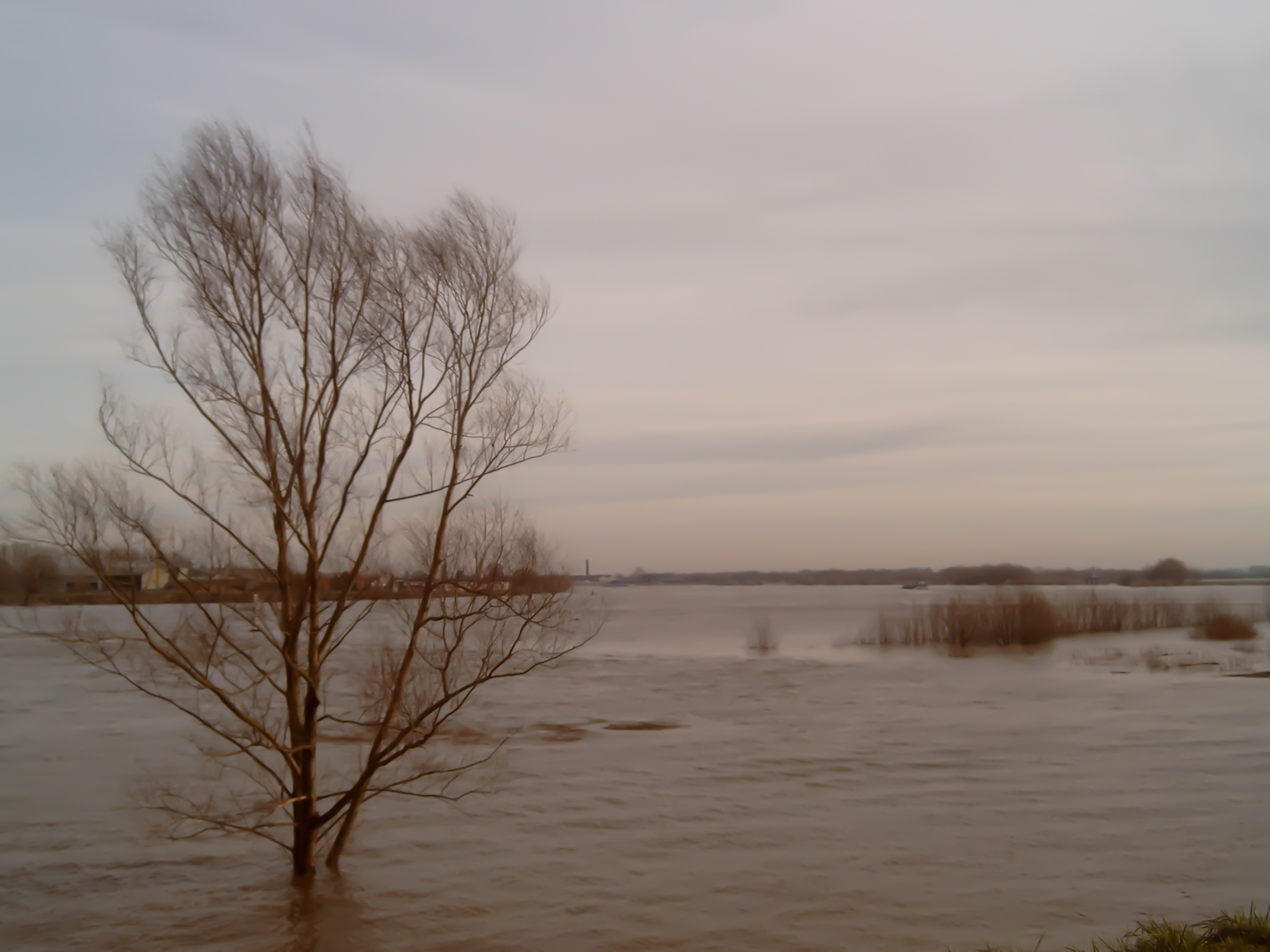
Die Waal bei Erlecom
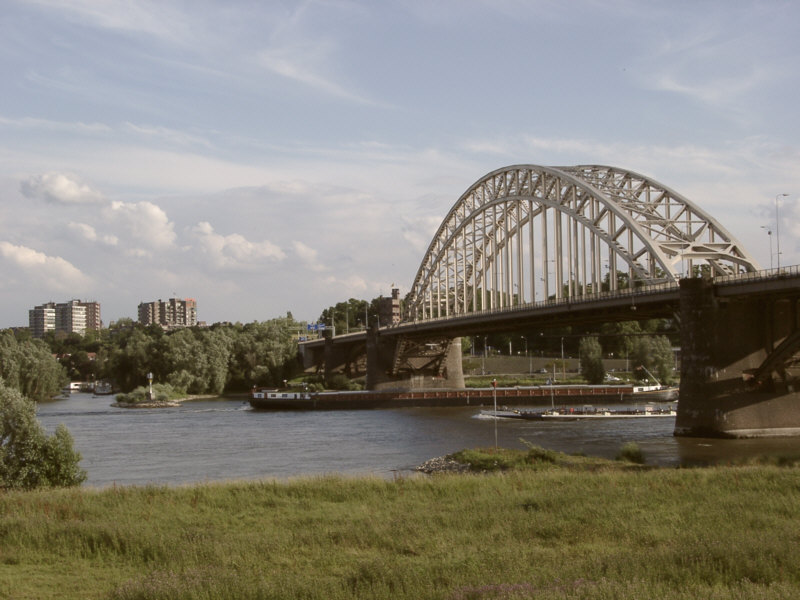
Die Waalbrücke bei Nijmegen
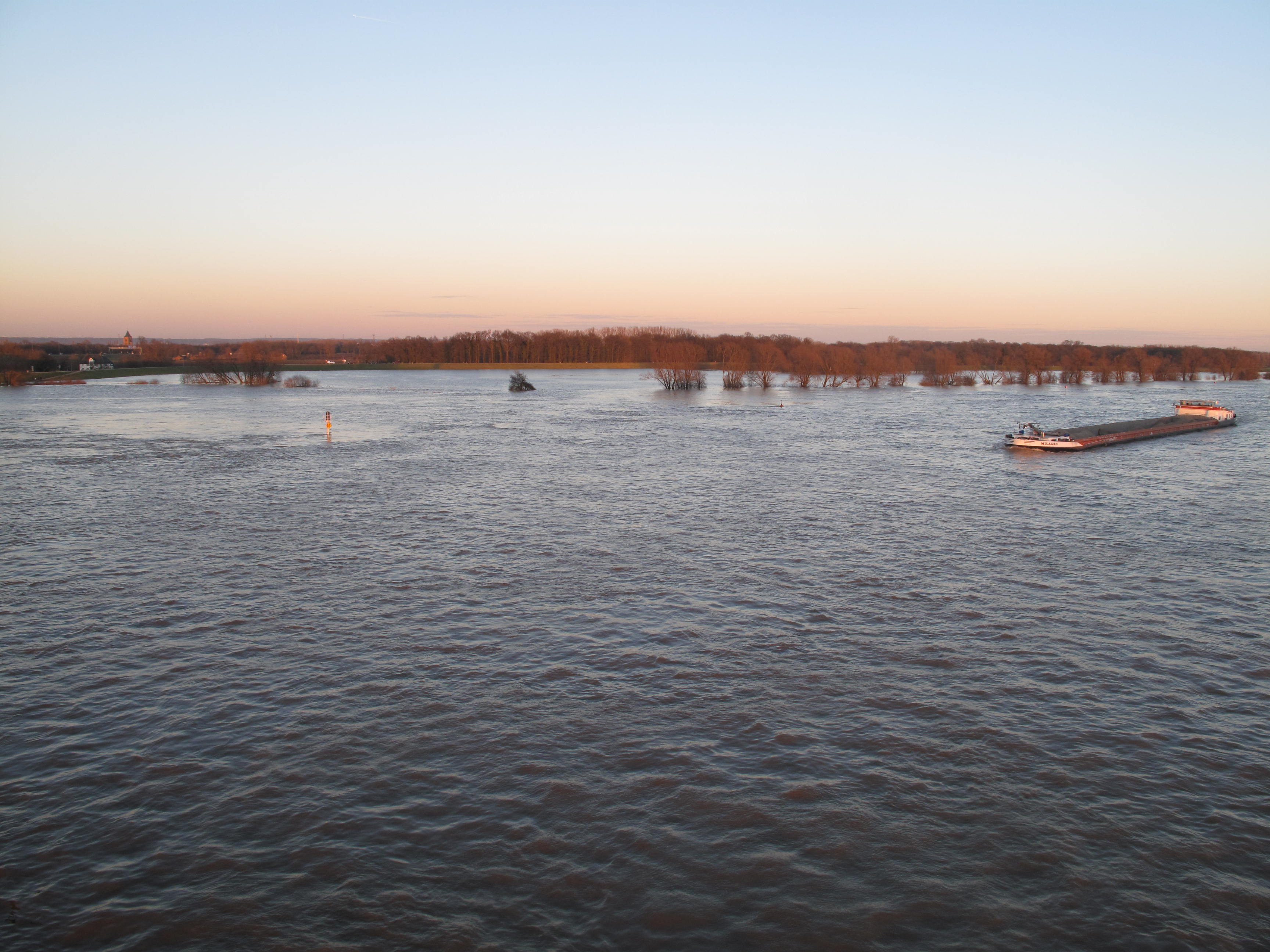
Die Waal bei Herveld
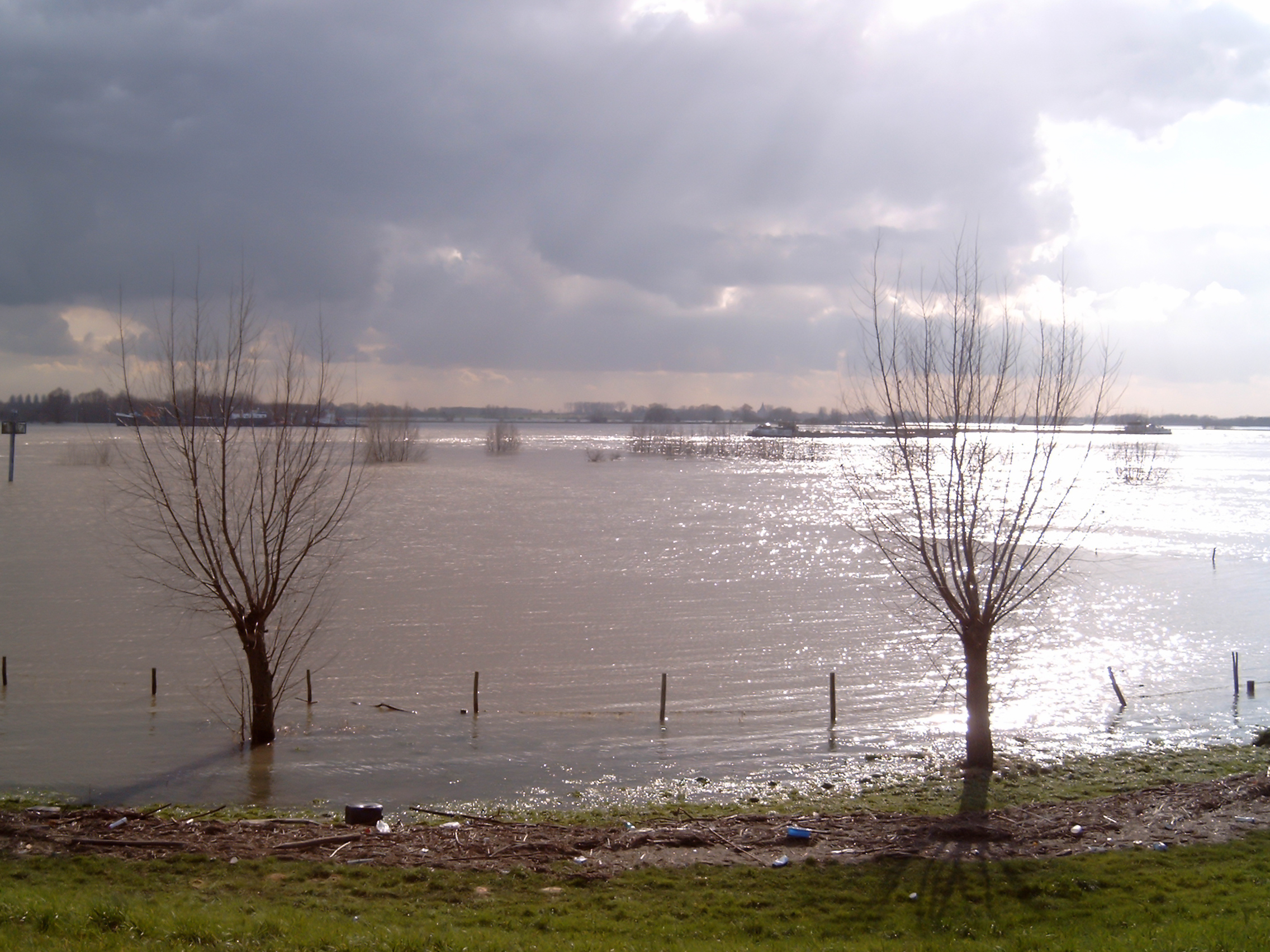
Die Waal bei Ochten
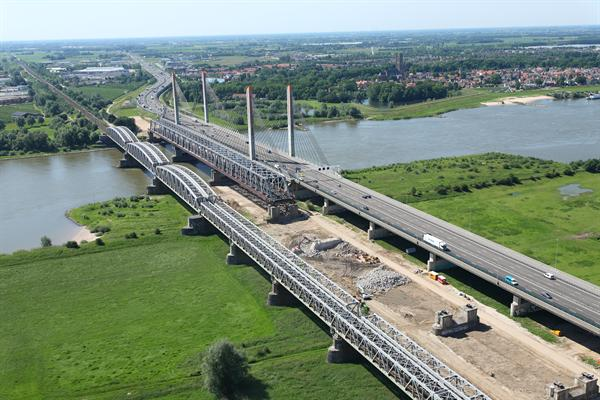
Dr.-W.-Hupkes-Brücke, Brücke von Bommel, Martinus-Nijhoff-Brücke
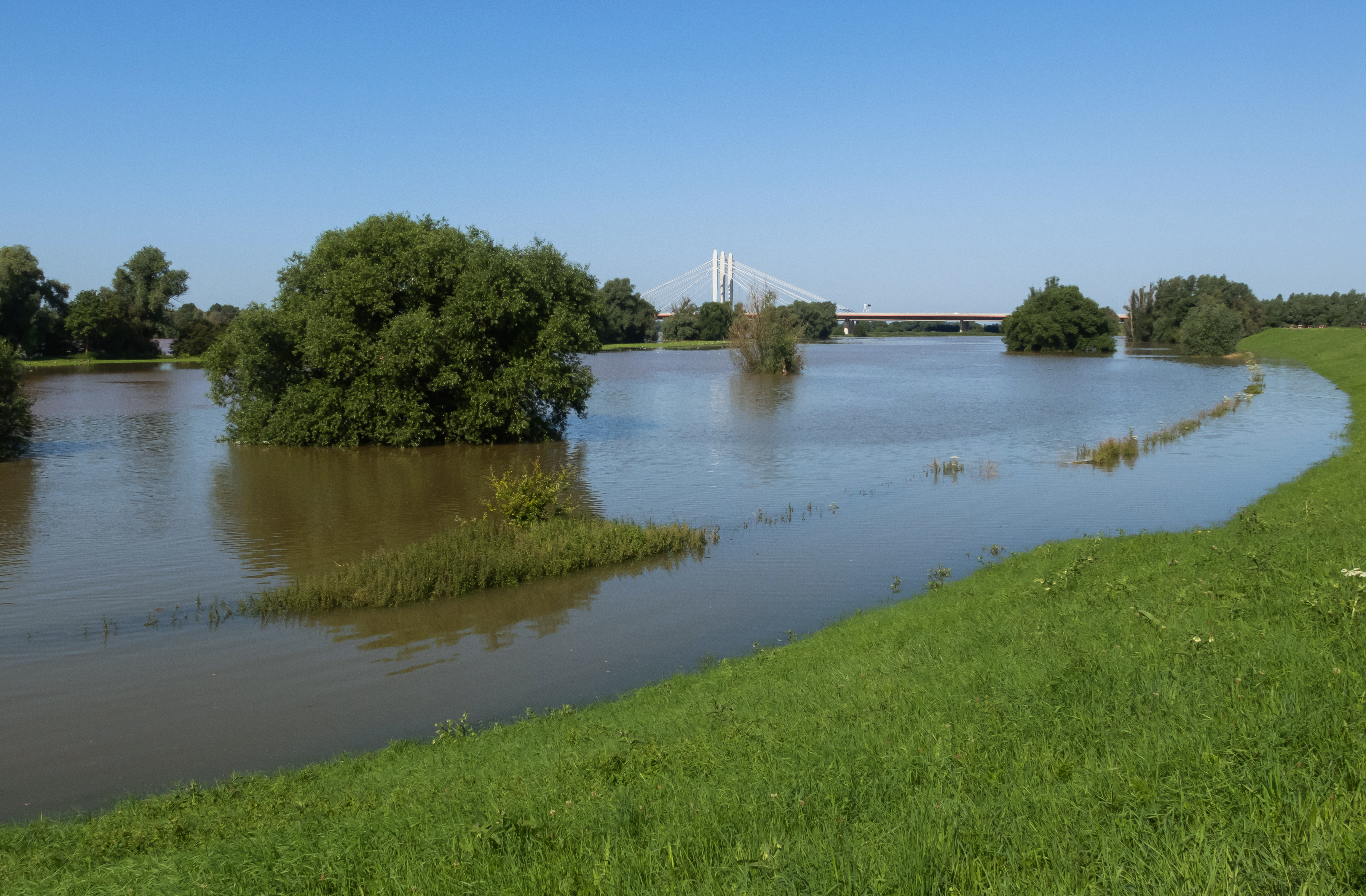
Die Waal bij Slijk-Ewijk (Juli 2021)

## Die Sage von der Waal
Het verhaal gaat dat de Waal is ontstaan doordat 2 reuzen, broers, lang geleden in Zwitserland zijn begonnen met het graven van de Rijn. 100 jaar later kwamen ze aan bij Lobith, waar ze ruzie kregen. De broers gingen ieder hun eigen weg. De jongere reus groef door aan de Rijn, de oudste schiep de Waal.
- Es wird erzählt, dass die Waal durch zwei Brüder, beide waren Riesen, entstanden sei. Vor langer Zeit haben sie in der Schweiz angefangen den Rhein zu graben. 100 Jahre später kamen sie in Lobith an, dort zerstritten sie sich. Von da an ging jeder seinen eigenen Weg, der jüngere Bruder grub weiter am Rhein, der Ältere schuf die Waal.